# 内野謙太
内野 謙太（うちの けんた、1985年7月5日 - ）は、日本の俳優。本名同じ。埼玉県出身。サイトウルーム所属。身長170cm。

## 略歴
テアトルアカデミー出身。1996年放送の特撮テレビドラマ『ビーファイターカブト』で子役デビュー。2000年前後からは中学生や高校生の役柄でドラマ・映画に出演するようになる。
2006年放送の特撮テレビドラマ『ウルトラマンメビウス』でGUYSの一員、クゼ・テッペイ役を務める。
2007年に浅井プロダクションから離籍した後、ウイングスジャパンへの移籍を経て、2008年に同事務所より独立したサイトウルームに所属している。
2019年に特撮テレビドラマ『仮面ライダーゼロワン』第3話に出演した際には、それまでの特撮テレビドラマへの出演歴からもファンが反応した結果、役名の「ニギロー」がトレンド入りした。

## 出演

### テレビドラマ
- ビーファイターカブト 第12話（1996年5月19日、テレビ朝日） - ヒロシ 役
- イグアナの娘（1996年4月15日 - 6月24日、テレビ朝日） - 岡崎昇（子供時代） 役
- しようよ♡ 第1話（1996年10月5日、テレビ朝日）
- 新・半七捕物帳 第9話「朝顔屋敷」（1997年5月30日、NHK総合） - 杉野大三郎 役
- 電磁戦隊メガレンジャー 第34話（1997年10月12日、テレビ朝日） - 高志 役
- 大河ドラマ（NHK総合）
  - 徳川慶喜（1998年） - 村田新三郎 役
  - 風林火山（2007年） - 葛笠茂吉 役
  - 平清盛（2012年） - 時松 役
  - 花燃ゆ（2015年） - 松浦松洞 役
  - 青天を衝け（2021年） - 阪谷芳郎 役[4]
  - 光る君へ（2023年） - 平致行 役
- TEAM 第8話（1999年12月1日、フジテレビ） - 野村大地 役
- 火曜サスペンス劇場 弁護士・朝日岳之助 第14作（1999年12月28日、日本テレビ）
- 六番目の小夜子（2000年4月8日 - 6月24日、NHK教育） - 設楽正浩 役
- 女と愛とミステリー 夏樹静子サスペンス・断崖（2001年4月、BSジャパン）
- 山田風太郎 からくり事件帖-警視庁草紙より-（2001年9月28日 - 11月23日、NHK総合） - 柴五郎 役
- ロング・ラブレター〜漂流教室〜（2002年1月9日 - 3月20日、フジテレビ） - 田代仁 役
- 怪談新耳袋 第9話（2003年2月26日、BS-i） - 安藤武晴 役
- 月曜ミステリー劇場 世直し公務員ザ・公証人2（2003年3月、TBS） - 新見健也 役
- ホットマン 第4話・第11話（2003年5月1日・6月19日、TBS）
- 昨日の友は今日の敵? 第4話（2004年1月26日、NHK総合）
- ケータイ刑事 銭形泪 2ndシーズン 第8話（2004年5月23日、BS-i・TBS） - 白鳥アキラ 役
- おみやさん 第3シリーズ 第2話（2004年6月24日、テレビ朝日）
- めだか（2004年10月5日 - 12月14日、フジテレビ） - 橋本英徳 役
- 連続テレビ小説（NHK総合）
  - わかば（2004年） - 村上啓太 役
  - とと姉ちゃん（2016年） - 島倉勝 役
- 女刑事みずき〜京都洛西署物語〜 第3話（2005年11月3日、テレビ朝日）
- ウルトラマンメビウス（2006年4月8日 - 2007年3月31日、中部日本放送） - クゼ・テッペイ 役
- サプリ（2006年7月10日 - 9月18日、フジテレビ） - 大垣歩 役
- 母親失格 第20話 - 最終話（2007年1月31日 - 3月30日、東海テレビ） - 植村拓郎 役
- 仮面ライダーシリーズ（テレビ朝日）
  - 仮面ライダー電王 第9話・第10話（2007年3月25日・4月1日） - 本条勝 役
  - 仮面ライダードライブ 第6話 - 第8話（2014年11月） - 高杉憲太 役
  - 仮面ライダーゼロワン 第3話・第24話（2019年9月15日・2020年2月23日） - 一貫ニギロー 役
- 警視庁捜査一課9係（テレビ朝日）
  - 警視庁捜査一課9係 season2 第5話（2007年5月23日） - 石田洋一 役
  - 新・警視庁捜査一課9係 season2 第10話（2010年9月1日） - 久我正孝 役
  - 警視庁捜査一課9係 season10 最終話（2015年7月1日） - 亀井純 役
- 先生道 第13話「ひとりっ子先生」（2007年5月24日、TBSチャンネル）
- 陽炎の辻〜居眠り磐音 江戸双紙〜（2007年7月19日 - 10月11日、NHK総合） - 松吉 役
  - 陽炎の辻2〜居眠り磐音 江戸双紙〜（2008年9月6日 - 11月22日）
  - 陽炎の辻 正月スペシャル「夢の通い路」（2009年1月3日）
  - 陽炎の辻3〜居眠り磐音 江戸双紙〜（2009年4月18日 - 8月8日）
  - 陽炎の辻 正月スペシャル「完結編」（2017年1月2日）
- ケータイ少女 〜恋の課外授業〜（2007年10月4日 - 12月20日、UHF） - 相田尋 役
- 天と地と（2008年1月、テレビ朝日）
- 幻十郎必殺剣 第3話「大奥から消えた女」（2008年2月1日、テレビ東京） - 為吉 役
- お米のなみだ（2008年9月、NHK総合） - 伊藤健吾 役
- 音女 第97話「ガテンなオトメ」（2008年9月、テレビ朝日）
- ハンチョウ〜神南署安積班〜 第5話（2009年5月11日、TBS） - 啓太 役
- 科捜研の女（テレビ朝日）
  - 第9シリーズ 第4話（2009年7月30日） - 城戸崎剛 役
  - 第15シリーズ 第10話（2016年1月28日） - 織田将太 役
  - 第19シリーズ 第7話・第8話（2019年5月30日・6月6日） - 結城隆司 役
- 水戸黄門 第40部 第11話「悪を一喝 世話焼き美人 象潟」（2009年10月、TBS） - 千太 役
- フリーター、家を買う。 第1話（2010年10月19日、フジテレビ） - 矢沢 役
- 遺留捜査 第4話（2011年5月4日、テレビ朝日） - 島田良平 役
- TOKYO コントロール 第10話（2011年5月、フジテレビNEXT） - 羽田翼 役
- 明日の光をつかめ2 第30話（2011年8月12日、東海テレビ） - 相沢 役
- 相棒（テレビ朝日）
  - season10 元日スペシャル 第10話（2012年1月1日） - 夏目陽一 役
  - season15 元日スペシャル 第10話（2017年1月1日） - 半田順平 役
  - season23 第1話・第2話（2024年10月16日・23日） - 二科征司 役
- 土曜ドラマスペシャル あっこと僕らが生きた夏（2012年4月14日・21日、NHK総合） - 大宮和樹 役
- ハンチョウ〜警視庁安積班〜 第10話（2012年6月11日、TBS） - 町村良平 役
- BS時代劇 薄桜記（2012年7月13日 - 9月21日、NHK BSプレミアム） - 勘蔵 役
- 剣客商売シリーズ（フジテレビ） - 飯田粂太郎 役
  - 剣客商売 御老中暗殺（2012年8月24日）
  - 剣客商売 剣の誓約（2013年12月27日）
  - 剣客商売 鬼熊酒屋（2014年8月8日）
  - 剣客商売 陽炎の男（2015年9月11日）
  - 剣客商売 手裏剣お秀（2018年12月21日）
- MONSTERS 第5話（2012年11月18日、TBS） - 青山春夫 役
- とんび（2013年1月13日 - 3月17日、TBS） - 六川進之介 役
- 石坂線物語～滋賀発地域ドラマ～ 第3話「おかえり」（2013年3月15日、NHK大津） - 主演 斎藤直哉 役
- 鴨、京都へ行く。-老舗旅館の女将日記- 第7話（2013年5月、フジテレビ） - 東雲亭千太郎 役
- 土曜ドラマスペシャル 実験刑事トトリ 第2シリーズ 第2話（2013年10月19日、NHK総合） - 山下一朗 役
- 下町ボブスレー（2014年3月、NHK BSプレミアム） - 田村洋一 役
- 金曜プレステージ 警視庁総務部縁結び課桜井はなの事件ファイル（2014年5月16日、フジテレビ） - 谷川雅弘 役
- 東京スカーレット〜警視庁NS係 第1話（2014年7月15日、TBS） - 坂本健太 役
- 吉原裏同心 第10回（2014年9月4日、NHK総合） - 文吉 役
- 復讐法廷（2015年2月7日、テレビ朝日） - 別所新一 役
- 土曜ワイド劇場 京都人情捜査ファイル 2時間スペシャル（2015年4月25日、テレビ朝日） - 稲羽海斗 役
- 新・牡丹と薔薇 第19話 - 第22話（2015年12月24日 - 29日、東海テレビ） - 神崎篤 役
- BS時代劇 伝七捕物帳 第4話（2016年8月5日、NHK BSプレミアム） - 忠太郎 役
- 土曜ワイド劇場 検事・朝日奈耀子18（2016年11月12日、テレビ朝日） - 木島健太郎 役
- 人形佐七捕物帳 第6話（2016年12月13日、BSジャパン） - 小松屋宗七 役
- 貴族探偵 第3話（2017年5月1日、フジテレビ） - 浜村康介 役
- 噂の女 第1話（2018年4月14日、BSジャパン） - 小西拓也 役
- 魔法×戦士 マジマジョピュアーズ! 第4話（2018年4月22日、テレビ東京） - 桜田門正義 役
- そろばん侍 風の市兵衛（2018年5月19日 - 7月21日、NHK総合） - 助弥 役
- アシガールSP 〜超時空ラブコメ再び〜（2018年12月24日、NHK総合） - 野上元良 役
- 家康、江戸を建てる 後編（2019年1月3日、NHK総合） - 千吉 役
- 集団左遷!! 第6話（2019年5月26日、TBS） - 佐藤稔 役
- 警視庁強行犯係・樋口顕5（2019年） - 小林英昭 役
- さすらい署長 風間昭平14（2019年11月4日、テレビ東京） - 作田浩太 役
- 歪んだ波紋（2019年） - 正田昌司 役
- BS時代劇 大岡越前5 第6話（2020年2月14日、NHK BSプレミアム） - 梅次 役
- 刑事7人 シーズン6 第5話「夏だ!キャンプだ!刑事たちの休日!3人消える伝説の村の謎」（2020年9月2日、テレビ朝日） - 笹沼一平 役
- 天国と地獄〜サイコな2人〜 最終話（2021年3月21日、TBS）
- IP〜サイバー捜査班 第3話（2021年7月15日、テレビ朝日） - 荻野芳樹 役
- つまり好きって言いたいんだけど、 第2話 - 第3話（2021年10月14日 - 21日、テレビ東京） - 杉山均 役
- シッコウ!!〜犬と私と執行官〜 第2話（2023年7月11日、テレビ朝日） - 山田史嗣 役[5]
- VIVANT 第3話 - 最終話（2023年7月30日 - 9月17日、TBS） - 鈴木祥 役[6][7]
- 松本清張ドラマスペシャル 第二夜「ガラスの城」（2024年1月4日、テレビ朝日） - 田口欣吾 役[8]
- プライベートバンカー 第3話（2025年1月23日、テレビ朝日） - 谷岡 役[9]
- PJ 〜航空救難団〜 第1話（2025年4月24日、テレビ朝日） - 畠中康一 役[10]

### 映画
- モスラ（1996年） - 後藤大樹の友達 役
- リリィ・シュシュのすべて（2001年） - 仲貝弘和 役
- ハート・オブ・ザ・シー〜A Heart of the Sea〜（2003年） - 黛研司 役
- さよなら、クロ（2003年） - 矢部一樹 役
- わたしのグランパ（2003年） - 山本雄二 役
- 世界の中心で、愛をさけぶ（2004年）
- 怪談新耳袋劇場版「姿見」（2004年） - 橋爪和宏 役
- 男たちの大和/YAMATO（2005年） - 西哲也 役
- ウルトラマンメビウス&ウルトラ兄弟（2006年） - クゼ・テッペイ 役
- 風が強く吹いている（2009年） - 坂口洋平（キング） 役
- リアル鬼ごっこ2（2010年） - 佐藤勝 役
- 冬の日（2011年）
- SPINNING KITE（2011年） - 文次 役
- CMタイム（2012年） - 二郎 役
- 中学生円山（2013年）
- 海月姫（2014年12月27日） - 柏木 役
- ウスケボーイズ（2018年） - 高山義彦 役

### オリジナルビデオ
- ウルトラマンメビウス外伝 アーマードダークネス（2008年） - クゼ・テッペイ 役
- こぎゃるかん / こぎゃるかん2（2009年） - 神代直道 役
- ガチバン アルティメット（2011年） - 釜田清志 役
- てれびくん超バトルDVD 仮面ライダーゼロワン『カンガルーからナニが飛び出す？ソンナの自分でカンガルー！はい、或人じゃないと！！』（2020年） - 一貫ニギロー 役[11]

### 舞台
- 靴を探して（2006年4月、シアターグリーン） - 佐々木亮 役
- わかば（2005年8月、明治座） - 村上啓太 役
- 蝉しぐれ（2008年5月、明治座） - 島崎与之助 役
- 紅峠（2010年2月、シアターグリーン） - 兵太 役
- 早乙女太一公演・嗚呼、田原坂（2010年4月、明治座・御園座） - 久坂従吾 役
- 天璋院 篤姫（2011年7月、博多座）

### ラジオドラマ
- ケストナーの世界　エーミールと探偵たち（1999年2月11日、NHK-FM）[12]
- 青春アドベンチャー（NHK-FM）
  - G戦場ヘヴンズドア（2005年3月28日 - 4月8日） - 堺田町蔵 役[13]
  - バスパニック（2008年7月7日 - 11日） - 杉尾康太 役[14]
  - スカラムーシュ（2009年8月24日 - 9月11日） - レオン 役[15]
  - 移動都市（2010年6月7日 - 18日） - トム・ナッツワーシー 役[16]
- FMシアター（NHK-FM）
  - パズル（2006年2月4日） - 光 役[17]
  - ラジオと背中（2008年8月16日）[18]
  - 天空の道標（2013年7月6日）[19]
- 東貴博のヤンピース 〜 ラジオドラマ・BITTER SWEET CAFE「人魚姫は終わらない」（2007年2月5日 - 8日、ニッポン放送）

### CM
- NTT Docomo「インフォマーシャル」 - 津田洋介 役
- ボーダフォン日本法人（現ソフトバンク）
- au by KDDI「家族割」
- NTT「デジタルムーバ」
- 雪印乳業（現雪印メグミルク）「毎日骨太」
- 三菱電機「霧ヶ峰」
- 山崎製パン「新・食感宣言」
- ソニー・コンピュータエンタテインメント プレイステーション「レガイア伝説」
- 日本コカ・コーラ「ファンタ」
- ガリバーインターナショナル「買取実績NO.1篇」

- 日本マクドナルド ベーコンポテトパイ「大人の放課後」 - ヒロキ 役